# Tournoi pré-olympique de la CAF 1979-1980
Navigation
Montréal 1976 Los Angeles 1984
Le tournoi pré-olympique de la CAF 1979-1980 a eu pour but de désigner les 3 nations qualifiées au sein de la zone Afrique pour participer au tournoi final de football, disputé lors des Jeux olympiques de Moscou en 1980,.
Le tournoi africain de qualifications pour les Jeux olympiques d’été de 1980 s’est déroulé sur trois tours entre le 25 mars 1979 et le 13 avril 1980. Les trois qualifiés au tournoi olympique ont été déterminés, au terme des trois rondes répartissant les 20 nations participantes dans trois groupes, à l'issue d'un système à élimination directe disputé en match aller-retour, en jouant si nécessaire une prolongation de deux fois 15 minutes en cas d'égalité parfaite au score cumulé, car la règle des buts marqués à l'extérieur n'est pas en vigueur, ainsi qu'une séance de tirs au but si les deux équipes sont toujours à égalité à la fin des prolongations. Après le troisième tour, l'Algérie, le Ghana et l'Égypte se sont qualifiés pour le tournoi olympique, néanmoins le Ghana a été remplacé par le Nigeria et l’Égypte par la Zambie.
Cette édition des Jeux fut marquée par le boycott d'une cinquantaine de nations, dont les États-Unis, à la suite de l'invasion de l'Afghanistan par l'Union soviétique en 1979. Plusieurs nations qualifiées à l'issue de ces éliminatoires ont ainsi cédé leur place et ont été remplacées par d'autres pays qui étaient normalement éliminés.

## Pays qualifiés
| Dates                            | Lieu      | Places | Qualifiés                                                     |
| -------------------------------- | --------- | ------ | ------------------------------------------------------------- |
| du 25 mars 1979 au 13 avril 1980 | Itinérant | 3      | Algérie ( Ghana forfait) → Nigeria ( Égypte forfait) → Zambie |

## Format des qualifications
Dans le système à élimination directe avec des matches aller et retour, en cas d'égalité parfaite au score cumulé des deux rencontres, les mesures suivantes sont d'application :

- Organisation de prolongations et, au besoin, d'une séance de tirs au but, si les deux équipes sont toujours à égalité au terme des prolongations,
- La règle des buts marqués à l'extérieur n'est pas en vigueur.

## Résultats des qualifications

### Groupe 1

#### Premier tour
| Équipe 1 | Résultat      | Équipe 2 | Aller | Retour              |
| -------- | ------------- | -------- | ----- | ------------------- |
| Tunisie  | 1 - 3         | Libye    | 1 - 0 | 0 - 3               |
| Algérie  | 1 - 1 (4 - 2) | Mali     | 1 - 0 | 0 - 1 ap (4 - 2)tab |
| Maroc    | 1 - 1 (6 - 5) | Sénégal  | 1 - 0 | 0 - 1 ap (6 - 5)tab |

#### Détail des rencontres
| 25 mars 1979 | Tunisie         | 1 - 0   | Libye | Stade olympique d'El Menzah Tunis, Tunisie |  |
|              | Ben Mahmoud 16e | (1 - 0) |       |                                            |  |

| 6 avril 1979 | Algérie                     | 1 - 0   | Mali | Stade du 5-Juillet-1962 Alger, Algérie                                             |                                                                                    |
|              | Belloumi 1re                | (1 - 0) |      | Spectateurs : 18 963 spectateurs Diffuseur : RTA Arbitrage : Sylla Abdullay Guinée | Spectateurs : 18 963 spectateurs Diffuseur : RTA Arbitrage : Sylla Abdullay Guinée |
|              | Football en vert page 294 . |         |      | Spectateurs : 18 963 spectateurs Diffuseur : RTA Arbitrage : Sylla Abdullay Guinée | Spectateurs : 18 963 spectateurs Diffuseur : RTA Arbitrage : Sylla Abdullay Guinée |

| 13 avril 1979 | Libye                                    | 3 - 0   | Tunisie | Stade du 11 Juin Tripoli, Libye |                      |
|               | Belhaj 1re · Al-Issawi 31e · Bounwara ?? | (2 - 0) |         | Spectateurs : 80 000            | Spectateurs : 80 000 |

| 15 avril 1979 | Maroc    | 1 - 0   | Sénégal | Stade d'Honneur Casablanca, Maroc |  |
|               | Acila ?? | (? - ?) |         |                                   |  |
|               | Rapport  |         |         |                                   |  |

| 22 avril 1979 | Mali                                                                             | 1 - 0 a. p.    | Algérie | Stade omnisports Modibo-Keïta Bamako, Mali                                             |                                                                                        |
|               | Drissa Traore 83e                                                                | (0 - 0, 1 - 0) |         | Spectateurs : 10 000 spectateurs Diffuseur : RTA en différé Arbitrage : Sylla Abdullay | Spectateurs : 10 000 spectateurs Diffuseur : RTA en différé Arbitrage : Sylla Abdullay |
|               | Livre Football en Vert - 25 ans avec le onze algerien page 295 de A B Lahouari . |                |         | Spectateurs : 10 000 spectateurs Diffuseur : RTA en différé Arbitrage : Sylla Abdullay | Spectateurs : 10 000 spectateurs Diffuseur : RTA en différé Arbitrage : Sylla Abdullay |
|               | Tirs au but 2 - 4                                                                |                |         | Spectateurs : 10 000 spectateurs Diffuseur : RTA en différé Arbitrage : Sylla Abdullay | Spectateurs : 10 000 spectateurs Diffuseur : RTA en différé Arbitrage : Sylla Abdullay |

| 29 avril 1979 | Sénégal           | 1 - 0 a. p.    | Maroc | Stade Demba-Diop Dakar, Sénégal |  |
|               | Camara ??         | (? - ?, 1 - 0) |       |                                 |  |
|               | Rapport           |                |       |                                 |  |
|               | Tirs au but 5 - 6 |                |       |                                 |  |

#### Deuxième tour
| Équipe 1 | Résultat | Équipe 2 | Aller | Retour |
| -------- | -------- | -------- | ----- | ------ |
| Maroc    | 1 - 8    | Algérie  | 1 - 5 | 0 - 3  |
|          | exempt   | Libye    | -     | -      |

#### Détail des rencontres
| 9 décembre 1979                                                                                        | Maroc             | 1 - 5                                                                                              | Algérie                                        | Stade d'Honneur Casablanca, Maroc                   |                                                     |
| | Limane 32e (pen.) | (1 - 2)                                                                                            | Bensaoula 15e 16e 69e · Guemri 71e · Assad 87e | Spectateurs : 50 000 Arbitrage : Alberto Michelotti | Spectateurs : 50 000 Arbitrage : Alberto Michelotti |
| | Rapport           | |                                                | Spectateurs : 50 000 Arbitrage : Alberto Michelotti | Spectateurs : 50 000 Arbitrage : Alberto Michelotti |
| Hazzaz - Aherdane, Limane, Fetoui, Lahcen - Dolmy, Timoumi, Shaita - Faras, Labied, Jebrane (Ouadich ) | Équipes           | Cerbah - Derouaz, Kouici, Khedis, Guendouz - Mahiouz, Guemri, Fergani - Bensaoula, Belloumi, Assad |                                                | Spectateurs : 50 000 Arbitrage : Alberto Michelotti | Spectateurs : 50 000 Arbitrage : Alberto Michelotti |

| 21 décembre 1979                                                                                   | Algérie                               | 3 - 0 | Maroc | Stade du 5-Juillet-1962 Alger, Algérie          |                                                 |
| | Belloumi 40e · Kouici 46e · Assad 75e | (1 - 0) |       | Spectateurs : 30 000 Arbitrage : Erich Linemayr | Spectateurs : 30 000 Arbitrage : Erich Linemayr |
| | Rapport                               | |       | Spectateurs : 30 000 Arbitrage : Erich Linemayr | Spectateurs : 30 000 Arbitrage : Erich Linemayr |
| Cerbah - Derouaz, Kouici, Khedis, Guendouz - Mahiouz, Guemri, Fergani - Bensaoula, Belloumi, Assad | Équipes                               | Zaki - Bihi, Benzemouri, Khalifa, Bouyahyaoui (Daidi ) - Houmama, Rafir, Bouderbala (Mohamed ) - Timoumi, Marzak · Smiri |       | Spectateurs : 30 000 Arbitrage : Erich Linemayr | Spectateurs : 30 000 Arbitrage : Erich Linemayr |

#### Troisième tour
| Équipe 1 | Résultat | Équipe 2      | Aller | Retour |
| -------- | -------- | ------------- | ----- | ------ |
| Algérie  | -        | Libye forfait | -     | -      |

#### Détail des rencontres
|  | Algérie | Q. - forfait | Libye |  |  |
|  |         |              |       |  |  |

### Groupe 2

#### Premier tour
| Équipe 1     | Résultat | Équipe 2              | Aller | Retour |
| ------------ | -------- | --------------------- | ----- | ------ |
| Liberia      | -        | Côte d'Ivoire forfait | -     | -      |
| Sierra Leone | -        | Guinée forfait        | -     | -      |
| Kenya        | -        | Soudan forfait        | -     | -      |
|              | exempt   | Ghana                 | -     | -      |

#### Détail des rencontres
|  | Liberia | Q. - forfait | Côte d'Ivoire |  |  |
|  |         |              |               |  |  |

|  | Sierra Leone | Q. - forfait | Guinée |  |  |
|  |              |              |        |  |  |

|  | Kenya | Q. - forfait | Soudan |  |  |
|  |       |              |        |  |  |

#### Deuxième tour
| Équipe 1             | Résultat | Équipe 2 | Aller | Retour |
| -------------------- | -------- | -------- | ----- | ------ |
| forfait Sierra Leone | 3 - 1    | Liberia  | 3 - 1 | -      |
| Ghana                | 5 - 1    | Kenya    | 4 - 1 | 1 - 0  |

#### Détail des rencontres
| 17 novembre 1979 | Sierra Leone | 3 - 1   | Liberia | Reckrie Stadium Freetown, Sierra Leone |
|                  |              | (? - ?) |         |                                        |

| 27 novembre 1979 | Ghana | 4 - 1   | Kenya     | Accra Sports Stadium Accra, Ghana |  |
|                  | ??    | (? - ?) | Obota 63e |                                   |  |

| 12 décembre 1979 | Kenya | 0 - 1   | Ghana       | Nairobi City Stadium (en) Nairobi, Kenya |  |
|                  |       | (0 - 1) | Afriyie 21e |                                          |  |

|  | Liberia | Q. - forfait | Sierra Leone |  |  |
|  |         |              |              |  |  |

#### Troisième tour
| Équipe 1 | Résultat | Équipe 2 | Aller | Retour |
| -------- | -------- | -------- | ----- | ------ |
| Liberia  | 2 - 4    | Ghana    | 0 - 2 | 2 - 2  |

#### Détail des rencontres
| 24 février 1980 | Liberia | 0 - 2   | Ghana | Antoinette Tubman Stadium (en) Monrovia, Liberia |
|                 |         | (? - ?) |       |                                                  |

| 13 avril 1980 | Ghana | 2 - 2   | Liberia | Accra Sports Stadium Accra, Ghana |
|               |       | (? - ?) |         |                                   |

### Groupe 3

#### Premier tour
| Équipe 1   | Résultat | Équipe 2         | Aller | Retour |
| ---------- | -------- | ---------------- | ----- | ------ |
| Lesotho    | 7 - 3    | Maurice          | 4 - 1 | 3 - 2  |
| Madagascar | 3 - 2    | Éthiopie         | 2 - 1 | 1 - 1  |
| Égypte     | -        | Tanzanie forfait | -     | -      |
|            | exempt   | Zambie           | -     | -      |

#### Détail des rencontres
| 6 mai 1979 | Lesotho | 4 - 1   | Maurice | Stade Setsoto Maseru, Lesotho |
|            |         | (? - ?) |         |                               |

| 13 mai 1979 | Maurice | 2 - 3   | Lesotho | Stade George-V Curepipe, Maurice |
|             |         | (? - ?) |         |                                  |

| 15 mai 1979 | Madagascar | 2 - 1   | Éthiopie | Stade municipal de Mahamasina Antananarivo, Madagascar |
|             |            | (? - ?) |          |                                                        |

| 27 mai 1979 | Éthiopie | 1 - 1   | Madagascar | Stade d'Addis-Abeba Addis-Abeba, Éthiopie |
|             |          | (? - ?) |            |                                           |

|  | Égypte | Q. - forfait | Tanzanie |  |  |
|  |        |              |          |  |  |

#### Deuxième tour
| Équipe 1   | Résultat      | Équipe 2 | Aller | Retour              |
| ---------- | ------------- | -------- | ----- | ------------------- |
| Zambie     | 5 - 0         | Lesotho  | 5 - 0 | 0 - 0               |
| Madagascar | 2 - 2 (3 - 4) | Égypte   | 1 - 1 | 1 - 1 ap (3 - 4)tab |

#### Détail des rencontres
| 25 novembre 1979 | Zambie                      | 5 - 0   | Lesotho | Independence Stadium (en) Lusaka, Zambie |  |
|                  | Katebe ?? · Chitalu ?? · ?? | (? - ?) |         |                                          |  |

| 9 décembre 1979 | Madagascar | 1 - 1   | Égypte         | Stade municipal de Mahamasina Antananarivo, Madagascar |  |
|                 | ??         | (? - ?) | Abdou (en) 40e |                                                        |  |

| 9 décembre 1979 | Lesotho | 0 - 0   | Zambie | Setsoto Stadium Maseru, Lesotho |
|                 |         | (0 - 0) |        |                                 |

| 21 décembre 1979 | Égypte              | 1 - 1 a. p.    | Madagascar | Nasser Stadium Le Caire, Égypte |                      |
|                  | Al-Khatib ?? (pén.) | (? - ?, 1 - 1) | ??         | Spectateurs : 80 000            | Spectateurs : 80 000 |
|                  | Tirs au but 4 - 3   |                |            | Spectateurs : 80 000            | Spectateurs : 80 000 |

#### Troisième tour
| Équipe 1 | Résultat | Équipe 2 | Aller | Retour |
| -------- | -------- | -------- | ----- | ------ |
| Égypte   | 5 - 2    | Zambie   | 4 - 1 | 1 - 1  |

#### Détail de la rencontres
| 22 février 1980 | Égypte                                                       | 4 - 1   | Zambie     | Nasser Stadium Le Caire, Égypte |  |
|                 | Amer 20e · Abdel Halim 38e (pen.) · Al-Khatib 77e 83e (pen.) | (2 - 1) | Kaumba 23e |                                 |  |

| 13 avril 1980 | Zambie   | 1 - 1   | Égypte     | Independence Stadium (en) Lusaka, Zambie |                             |
|               | Chola ?? | (? - ?) | Khalil 32e | Arbitrage : George Courtney              | Arbitrage : George Courtney |